# Renate Groenewoldová
Renate Titzia Groenewoldová (* 8. října 1976 Veendam, Groningen) je bývalá nizozemská rychlobruslařka.
Svoji mezinárodní kariéru začala v roce 1995 na mistrovství světa juniorů, kde skončila jako pátá, přičemž o rok později vybojovala stříbrnou medaili. Od sezóny 1997/1998 pravidelně závodila ve světovém poháru, již v sezóně 1998/1999 skončila v celkovém hodnocení na dlouhých tratích 3/5 km na čtvrtém místě. O něco později se začala prosazovat i na distanci 1500 m, následující sezónu byla na této dráze v celkovém hodnocení pátá. V roce 2000 získala první seniorskou medaili – bronz z mistrovství Evropy. Roku 2001 vybojovala stejnou medaili na světovém šampionátu ve víceboji. Zúčastnila se též zimní olympiády 2002, odkud si přivezla stříbro z tříkilometrové trati. V roce 2004 vyhrála vícebojařské mistrovství světa, v sezóně 2003/2004 světového poháru skončila v celkovém hodnocení druhá na tratích 3/5 km a třetí na distanci 1500 m. Postupně získala další medaile z mistrovství Evropy i světa, na ZOH 2006 vybojovala stříbro ze závodu na 3000 m. Z této trati získala na mistrovství světa na jednotlivých tratích 2009 také zlatou medaili. Sportovní kariéru ukončila v březnu 2010.